# Öveges József-díj
Az Öveges József-díj a magyar fizikatanárok számára adományozható díj, amely egy bronzból készült kisplasztika (Farkas Pál szobrászművész munkája), a díj elnyerését tanúsító oklevél, valamint egyszeri szakmai díj (2012-ig 200 000 Ft, 2013-tól 250 000 Ft, 2016-ban 300 000 Ft).
Az Öveges Józsefről elnevezett díjat a Magyar Nukleáris Társaság 2006-ban alapította az iskolai fizikaoktatás kísérletes jellegének erősítésére és a kísérletező fizikatanárok elismerésére. A díjat iskolában oktató fizikatanárok nyerhetik el, az általuk benyújtott jeligés pályázat alapján. Pályázni lehet megvalósított új kísérletekkel, illetve régi kísérletek korszerűbb megvalósításával, amelyek akár technikai (pl. számítógéppel támogatott kísérlet) akár didaktikai újdonságokat tartalmaznak.
A pályázatot a Kuratórium értékeli a díj Alapító Okiratában részletezett szempontok szerint. A pályázatra kapott pontok hozzáadódnak az előző években gyűjtött pontok feléhez. (2012-ig a korábbi években szerzett pontszámokat nem felezték.) A díjat minden évben az a pályázó kapja, aki a legtöbb pontot gyűjtötte össze. (Aki elnyerte a díjat, annak a pontjai nullázódnak, de a következő években újra részt vehet a versenyben.)
2017-ben a díjat nem hirdették meg, a díj szabályzatának átalakítása folyamatban van.

## Az eddigi díjazottak
- 2006: Dr. Piláth Károly, Budapest
- 2007: Sebestyén Zoltán, Pécs
- 2008: Varga István, Ajak
- 2009: Dr. Nagy Anett, Szeged
- 2010: Zsigó Zsolt, Nyíregyháza
- 2011: Jendrék Miklós, Vác
- 2012: Dr. Bartos-Elekes István, Nagyvárad
- 2013: Zátonyi Sándor, (ifj.), Békéscsaba
- 2014: Csatári László, Debrecen
- 2015: Zsigó Zsolt, Nyíregyháza
- 2016: Csatári László, Debrecen és Veres Jenő Csaba, Bátonyterenye (megosztott díj)

## Külső hivatkozások
- Az Öveges József-díj honlapja
- A díj Alapító Okirata
- Az eddigi pályázatok értékelése
- A pontverseny állása
- Magyar Nukleáris Társaság honlapja